# Francois Ignace de Waldmann

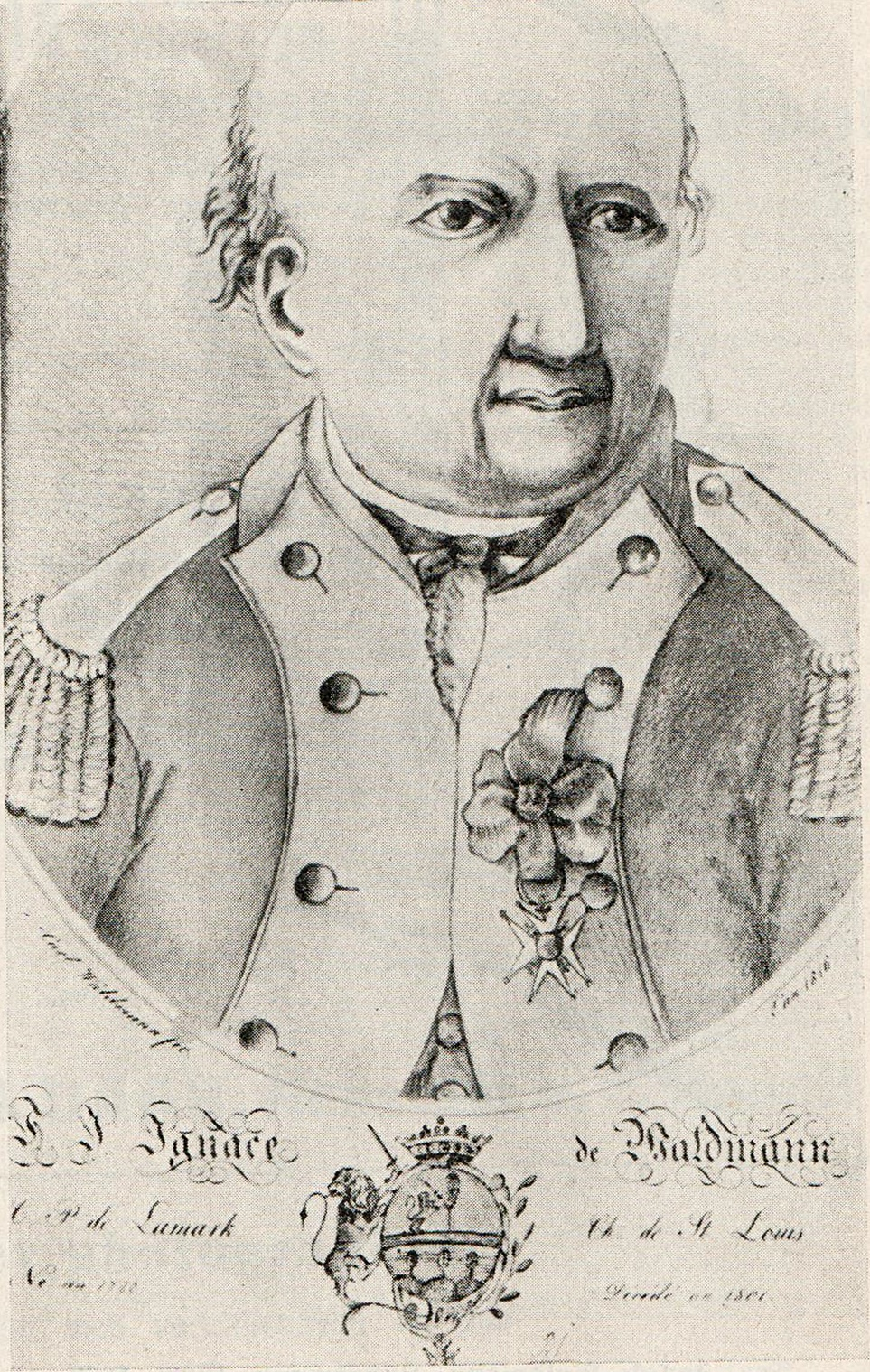
Francois Ignace de Waldmann als Ritter des franz. Militär-St.-Ludwigs-Ordens

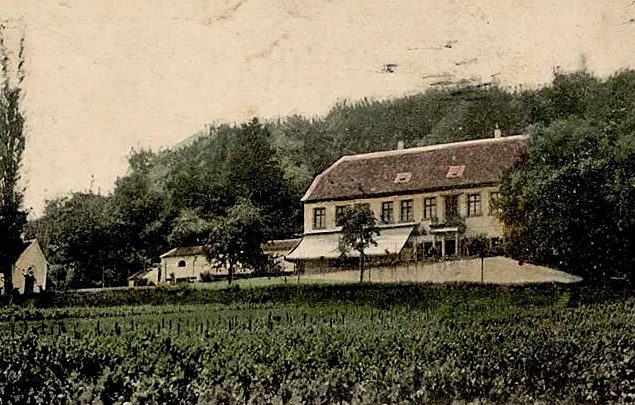
Die sogenannte Waldmannsburg, Waldstraße 107, Neustadt a.d. Weinstraße

Francois Ignace de Waldmann (* 12. Februar 1722 in Neustadt an der Weinstraße; † 3. November 1801, ebenda) war ein französischer Offizier und kurpfälzischer Beamter.

## Leben
Francois Ignace Waldmann wurde als Sohn des kurpfälzischen Leutnants und seit 1729 Neustadter Stadtwachtmeisters, Johann Michael Waldmann und dessen Frau Maria Apollonia geboren. Am 19. Februar 1722 erhielt er in der Stiftskirche Neustadt die Taufe nach katholischem Ritus.
Waldmann studierte zunächst Rechtswissenschaften und trat dann in die königlich französische Armee ein. Hier diente er im deutschen Fremdenregiment de La Marck, zuletzt als Aide-Major (Hauptmann bzw. Capitaine) unter dem Kommandeur Franz Georg von Wimpffen (1735–1816). Für seine Tapferkeit zeichnete man ihn mit dem Ritterkreuz des französischen Militär-St.-Ludwigs-Ordens aus und verlieh ihm das persönliche Adelsprädikat. Ab diesem Zeitpunkt fügte er seinem Namen ein „de“ hinzu, mit dem er auch in den amtlichen Büchern erscheint. Es existiert eine Zeichnung auf der Francois Ignace de Waldmann diesen Orden trägt und die auch sein Wappen abbildet, dem das St.-Ludwigs-Kreuz anhängt. 
1762 nahm Waldmann seinen Abschied aus der französischen Armee und bewarb sich in der Heimat um eine Beamtenstelle. Am 20. August 1764 wurde er Schaffner (Verwalter) der Universität Heidelberg für deren Besitz in Lambrecht und Schauernheim, der vom aufgelösten Kloster Lambrecht herstammte. Dieses Amt übte er bis 1784 aus und sein Sohn Franz Felix Joseph folgte ihm darin nach.
Francois Ignace Waldmann hatte sich 1756 in Bonn, als Leutnant, mit Maria Luise Ohlinger verehelicht, die noch im Hochzeitsjahr starb. 1761 heiratete er in zweiter Ehe Marianne Clara Grabler, verstorben in Neustadt, 1795; Tochter des französischen Regimentsarztes Franz Xaver Grabler. Aus dieser Ehe entsprangen die beiden Söhne Franz Felix Joseph Waldmann (1763–1833), bayerischer Beamter in München und Karl Ludwig Franz Joseph Waldmann (1764–1853), französischer Oberstleutnant und bayerischer Beamter.
Der pensionierte Offizier gilt als Erbauer der sogenannten Waldmannsburg in Neustadt (Waldstraße 107), einem schön gelegenen Landhaus mit weiter Fernsicht in die Rheinebene, das lange Jahre als Gasthaus und Ausflugsziel diente. König Ludwig I. von Bayern feierte hier 1852 seinen Geburtstag.